# Sevas Tra
Sevas Tra est le premier album du groupe Otep sorti en 2002.

## Liste des chansons
1. Tortured - 1:41
2. Blood Pigs - 4:04
3. T.R.I.C. - 3:06
4. My Confession - 5:32
5. Sacrilege - 4:10
6. Battle Ready - 4:22
7. Emtee - 4:00
8. Possession - 4:54
9. Thots - 4:10
10. Filthee - 3:36
11. Menocide - 4:50
12. Johnstown Tea - 9:46
13. Brother - 7:04